# Hakendover
Hakendover est une section de la ville belge de Tirlemont située en Région flamande dans la province du Brabant flamand. C'était une commune à part entière avant la fusion des communes de 1977.

## Démographie

### Évolution démographique
- Sources : INS, Rem. : 1831 jusqu'en 1970 = recensements, 1976 = nombre d'habitants au 31 décembre[2].

## Procession

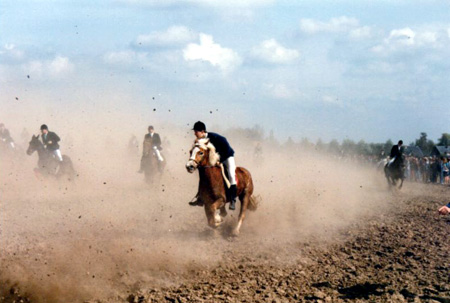
Procession du Zalige God, le lundi de Pâques.

Ce très ancien village est célèbre pour sa grande procession du Divin Rédempteur accompagnée de cavaliers. Elle se déroule à travers les prairies et les champs ensemencés qui, malgré le piétinement de la foule, produisent, dit-on, de belles récoltes.
La découverte d'un sceau romain du nom du tribun C Lentulus, semble confirmer la venue de l'empereur Julien, empereur qui accorda des terres aux " barbares " en échange de leur conversion au dieu Mithra. Donc la réalisation d'une grotte pour ce culte, au Grijpenveld.
La procession du Zalige God, le lundi de Pâques, où les chevaux font trois cercles dans les campagnes sans se soucier des récoltes, avait donc pour but de piétiner et détruire cette caverne détestée des premiers Chrétiens. Actuellement, le sens est perdu, mais la tradition se perpétue. L'accès au Grijpenveld étant impossible la procession est donc plus proche du village.
Grijpen signifie griffes du dragon mais aussi comprendre.
D'autres mystères alchimiques entourent aussi Hakendover "haken" étant pointe cf: l'aubépine vénérée par les pèlerins.

## Lieux et monuments
La fondation de l'église Saint-Sauveur de Hakendover (Sint-Salvatorskerk) date de 690. Le bâtiment conserve une tour et une partie du transept roman, le chœur ayant été construit au XIVe siècle. La nef fut agrandie au XVIIIe siècle. Au maître-autel, un célèbre retable brabançon (1400), en bois, illustre de façon vivante et élégante, en treize scènes, l'édification miraculeuse de l'église. Trois vierges entreprirent, au VIIe siècle, d'élever une église que les anges démolissaient la nuit. Le treizième jour après l'Épiphanie, un corbeau indiqua aux vierges l'endroit où devait s'élever l'église. Elles prirent alors douze ouvriers, auxquels vint s'adjoindre un treizième qui n'était autre que le Christ.